# Franciszek Nastulczyk
Franciszek Nastulczyk (ur. 22 sierpnia 1957 w Bystrzycy w Czechach) – polski poeta, tłumacz z języka czeskiego i słowackiego.

## Życiorys
Uczęszczał do Polskiej Szkoły Podstawowej w Bystrzycy, potem uczył się w Zawodowej Szkole Leśniczej w Bílej, maturę zdał w Technikum Drzewiarskim w Hranicach na Morawach. W 1983 r. ukończył pedagogikę i studiował filozofię na Uniwersytecie Jagiellońskim w Krakowie, a potem informatykę i wychowanie fizyczne na podyplomowych studiach w Bielsku-Białej.Tam mieszka i pracuje jako nauczyciel.

## Twórczość poetycka
- Tam za pozornie przezroczystym powietrzem, Czeski Cieszyn 1993
- Czas i obecność, Czeski Cieszyn 1994
- Ćmy i inne wiersze, Bielsko-Biała 1997
- Jesień stulecia, Bielsko-Biała 2000
- Przewodnik ślepego psa, Bielsko-Biała 2003 wydanie w języku czeskim Průvodce slepého psa (wybór wierszy) Ostrava 2014 tłum. Lenka Kuhar Daňhelová
- Przypadkowa wieczność, Bielsko-Biała 2006
- Hölderlin maluje, Bielsko-Biała 2009
- Milion mściwych okruchów, Mikołów 2014
- Gra na czas, Bielsko-Biała 2017
- Poranna nieruchomość Mikołów 2021
- Jedną nogą, Mikołów 2025

## Przekłady
z języka czeskiego
- Petr Hruška Mieszkalne niepokoje (wybór wierszy), Mikołów 2011
- Petr Hruška Darmaty” (wiersze), Mikołów 2017
- Petr Hruška Szmaty i drut (wybór wierszy), Mikołów 2020
- Pavel Řezníček Maszyna do robienia piekła (wiersze), Mikołów 2018 (z Janem Faberem)[2]
- Lenka Kuhar Daňhelová Jezioro gdziekolwiek (wybór wierszy), Mikołów 2022
- Petr Hruška Chcieliśmy się uratować (wybór wierszy), Europejski Poeta Wolności, Instytut Kultury Miejskiej Gdańsk (z Dorotą Dobrew)
- Petr Hruška Ujrzałem swoją twarz (wiersze) Mikołów 2024

z języka słowackiego
- Ivan Štrpka Równina, południowy zachód. Śmierć matki (Rovinsko, juhozápad: Smrť matky) Mikołów 2011
- Ivan Štrpka Ciemne miejsca   wybór wierszy, Festiwal Miłosza w Krakowie, Mikołów 2020[2]

## Nagrody
- 2022: Europejski Poeta Wolności finalista za Chcieliśmy się uratować Petra Hruški w tłumaczeniu Doroty Dobrew i Franciszka Nastulczyka[4]